# Neápoli (Crète)
Pour les articles homonymes, voir Neapoli.
Neápoli (en grec moderne : Νεάπολη) est une ville de Crète, dans le dème d'Ágios Nikólaos dont elle est depuis 2010 la « capitale historique ». Elle se situe dans le district régional de Lassithi, à environ 15 kilomètres à l'est d'Ágios Nikólaos. La population de Neápoli est de 2 987 habitants.
La ville est le siège d'un évêché orthodoxe : la Métropole de Pétra et Cherronissos.